# Litsea longipedicellata
Litsea longipedicellata är en lagerväxtart som beskrevs av André Joseph Guillaume Henri Kostermans. Litsea longipedicellata ingår i släktet Litsea och familjen lagerväxter. Inga underarter finns listade i Catalogue of Life.